# Assedio di Gerusalemme (587 a.C.)
L'assedio di Gerusalemme del 587 a.C. (circa 589–587 a.C.) fu l'evento finale delle Rivolte di Giuda contro Babilonia, in cui Nabucodonosor II, re dell'Impero neo-babilonese, assediò Gerusalemme, la città capitale del Regno di Giuda. Gerusalemme cadde dopo 30 mesi di assedio, dopo di che i Babilonesi distrussero sistematicamente la città e il Tempio di Salomone. Il Regno di Giuda si dissolse e molti dei suoi abitanti furono esiliati a Babilonia. Nel tardo VII secolo a.C., Giuda divenne uno Stato vassallo di Babilonia. Nel 601 a.C. Ioiakim, re di Giuda, si rivoltò contro i Babilonesi nonostante le forti rimostranze del profeta Geremia. Ioiakim morì per motivi non chiari, e gli succedette il figlio, Ioiachin. Nel 597 a.C., i Babilonesi assediarono Gerusalemme, e la città si arrese. Nabucodonosor saccheggiò Gerusalemme e deportò Jeconiah e altri eminenti cittadini a Babilonia; Lo zio di Jeconiah, Zedekiah, fu insediato come re. Più tardi, incoraggiato dagli Egiziani, Zedekiah lanciò una seconda rivolta e un esercito babilonese fu inviato a rioccupare Gerusalemme.
Il Tisha B'Av, 25 agosto 587 a.C. o 18 luglio 586 a.C., i Babilonesi presero Gerusalemme, distrussero il Tempio e incendiarono la città. I piccoli insediamenti che circondavano la città e quelli vicini al confine occidentale del regno, furono parimenti distrutti. Secondo la Bibbia, Zedekiah tentò di fuggire, ma fu catturato vicino a Jericho. Egli fu costretto ad assistere all'esecuzione dei suoi figli a Riblah, dopo di che gli furono cavati gli occhi.
La distruzione di Gerusalemme e del suo tempio condussero a una crisi religiosa, spirituale e politica, che lasciò il suo segno nella letteratura profetica e nella tradizione biblica. Il Regno di Giuda fu abolito e annesso come provincia babilonese, con il suo centro a Mizpah. L'élite ebraica, compresa la linea di Davide, fu esiliata a Babilonia. Dopo che Babilonia era caduta sotto Ciro il Grande, fondatore dell'Impero persiano achemenide, nel 539 a.C., quest'ultimo permise agli esiliati ebrei di ritornare a Sion e ricostruire Gerusalemme.
Il Secondo Tempio fu completato nel 516 a.C.

## Narrazione biblica
Mentre la Cronaca di Nabucodonosor II fornisce informazioni sull'Assedio di Gerusalemme del 
597 a.C., le sole informazioni note sull'assedio che culminò con la distruzione di Gerusalemme nel 587 a.C. si trovano nella Bibbia ebraica.

### Antefatti
Nel 601 a.C., durante il quarto anno del suo regno, Nabucodonosor tentò, senza successo, d'invadere l'Egitto e fu respinto con gravi perdite. Il fallimento portò a numerose ribellioni tra i regni del Levante che dovevano alleanza a Babilonia, compreso il Regno di Giuda, dove il re Ioiachim smise di pagare tributi a Nabucodonosor e prese una posizione filo-egiziana.
Nabucodonosor presto si occupò di queste ribellioni. Secondo la Cronaca di Nabucodonosor II, egli pose l'assedio a Gerusalemme, che infine cadde nel 598 a.C. La Cronaca dice:

Nel settimo anno [di Nabucodonosor], nel mese di Chislev [novembre/dicembre] mise insieme il suo esercito e dopo aver invaso la terra di Hatti (Siria/Palestina) egli pose sotto assedio la città di Giuda. Il secondo giorno del mese di Adar [16 marzo] egli conquistò la città e prese prigioniero il re [Ioiachin]. Egli pose al suo posto un re [Zedekiah] di propria scelta, e dopo aver ricevuto ricchi tributi, tornò a Babilonia. 

Nel 598 a.C., Nabucodonosor pose l'assedio a Gerusalemme. Ioiachim morì durante l'assedio, probabilmente il 10 dicembre 598 a.C., o durante i mesi di Kislev o Tevet e gli succedette il figlio Ioiachin a un'età di otto o diciotto anni. La città cadde circa tre mesi dopo, il 2 Adar (16 marzo) 597 a.C. Nabucodonosor saccheggiò sia Gerusalemme che il Tempio e ne portò tutte le spoglie a Babilonia. Ioiachin e la sua corte, con altri eminenti cittadini e artigiani, con una notevole parte della popolazione ebraica di Giuda; secondo il Libro dei Re, circa 10000 Ebrei furono deportati e dispersi nell'Impero babilonese.
Nabucodonosor installò lo zio di Jeconiah, Zedekiah Re di Giuda, quale stato vassallo, all'età di 21 anni. Comunque, nonostante le forti rimostranze di Geremia e altri, Zedekiah si rivoltò contro Nabucodonosor cessando di pagargli tributi e formando un'alleanza con il Faraone Hophra. Nabucodonosor II ritornò a Giuda, con lo scopo di occupare Gerusalemme..

### Assedio
Nabucodonosor iniziò l'assedio di Gerusalemme in gennaio 589 a.C. Molti Ebrei fuggirono nelle circostanti Moab, Ammon, Edom e in altri Paesi per trovare rifugio. La Bibbia descrive la città come sofferente di orribili privazioni durante l'assedio (Libro dei Re, 22º, 25:3, HE); (Lamentazioni, 4:4, HE; 5, HE; 9, HE; 9). La città cadde dopo un assedio, che durò diciotto o trenta mesi. Nell'undicesimo anno del regno di Zedekiah (Re, 2, 25:2; Geremia, 39:2, HE), Nabucodonosor, aprendo una breccia nei muri di Gerusalemme, conquistò la città. Zedekiah e i suoi tentarono di fuggire ma furono catturati sulla piana di Gerico e portati a Riblah. Là, dopo aver visto uccidere suo figlio, Zedekiah fu accecato, legato e portato prigioniero a Babilonia (Libro dei Re, 2, 25:1–7, HE; Cronache, 2,  36:12, HE; Geremia, 32:4–5, HE; 39:1–7, HE; 34:2–3, HE; 52:4–11, HE), dove rimase prigioniero fino alla morte.

### Conseguenze
Secondo la Bibbia, dopo la caduta di Gerusalemme, il generale babilonese Nebuzaradan fu inviato a completare la sua distruzione. La città e il Tempio di Salomone vennero saccheggiati e distrutti e la maggior parte degli Ebrei furono portati prigionieri da Nebuzaradan in Babilonia e solo a pochi fu consentito di rimanere in tende sulla loro terra (Geremia, 52:16, HE). Evidenze archeologiche confermano che la città fu sistematicamente distrutta dal fuoco. e indicano anche che città vicino al confine occidentale del regno e piccoli villaggi vicino a Gerusalemme furono distrutti.
Gedaliah, un ebreo, fu nominato governatore di ciò che era rimasto di Giuda, la provincia di Yehud, con una guardia caldea di stanza a Mizpah (Libro dei Re, 2, 25:22–24, HE; Geremia, 40:6–8, HE). La Bibbia riporta che, venuti a conoscenza di queste notizie, gli Ebrei che erano fuggiti a Moab, Ammon, Edom e in altri Paesi tornarono a Giuda (Geremia, 40:11–12, HE). Gedaliah fu assassinato da Ismaele figlio di Nethaniah due mesi più tardi, la popolazione che era rimasta e quelli che erano ritornati allora fuggirono per sicurezza in Egitto (Libro dei Re, 2, 25:25–26, HE), (Geremia, 43:5–7, HE). In Egitto, essi si stabilirono a Migdol (è incerto il luogo al quale la Bibbia si riferisca, probabilmente da qualche parte sul Delta del Nilo), Tahpanhes, Menfi (chiamata Noph) e Pathros in prossimità di Tebe (Geremia, 44:1, HE).

## Datazione
Vi è stato qualche dibattito su quando abbia avuto luogo il secondo assedio di Nebuchadnezzar a Gerusalemme. Secondo la Bibbia Ebraica, la città cadde nel quarto mese dell'undicesimo anno di Zedekiah. Vi è accordo sul fatto che Gerusalemme cadde per la seconda volta nel mese estivo di Tammuz (come ricordato in Geremia, 52:6, HE). Comunque, gli studiosi non sono d'accordo se queste date siano 586 a.C. o 587 a.C. William F. Albright ha datato la fine del regno di Zedekiah e la caduta di Gerusalemme nel 587 a.C. mentre Edwin R. Thiele ha proposto il 586 a.C. Nel 2004, Rodger Young diede alle stampe un'analisi in cui egli identificava il 587 a.C. come anno del termine dell'assedio, basata su dettagli dalla Bibbia e fonti neo-babilonesi per i relativi eventi. Uno studio indipendente usò il 586 a.C. per la distruzione di Gerusalemme come una data-ancora per calibrare il suo metodo di datazione archeomagnetica.

### 586 a.C.

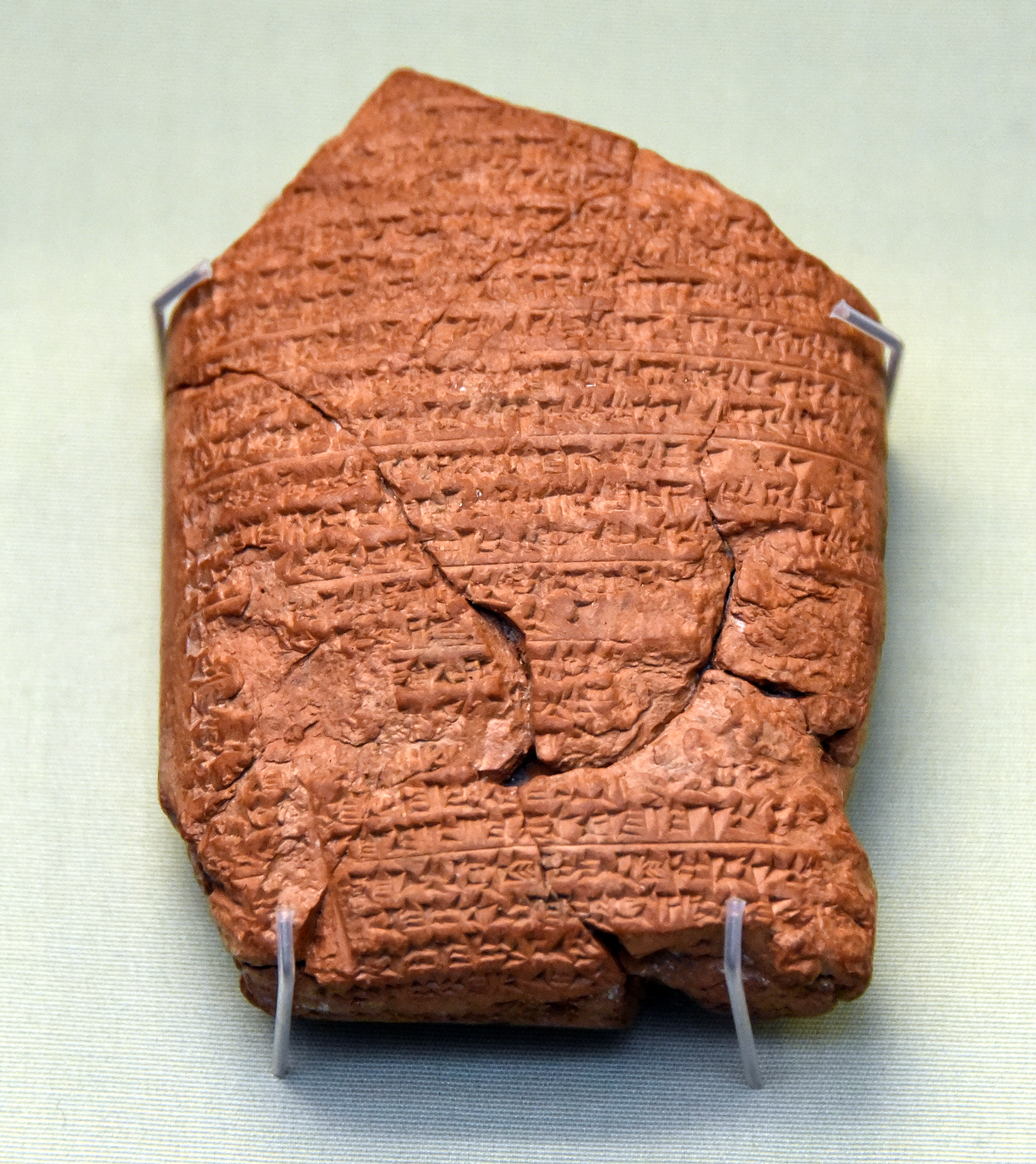
L'iscrizione cuneiforme pone in luce la conquista di Gerusalemme da parte di Nabucodonosor II e la resa di Jehoiakim, re di Giuda, nel 597 a.C. Babilonia, Iraq

La stima di Thiele si basa sulla presentazione del regno di Zedekiah su una base di ascesa, che egli asserisce fu occasionalmente utilizzata per i re di Giuda. In quel caso, l'anno in cui Zedekiah salì al trono sarebbe il suo anno zero; il suo nome di anno completo sarebbe 597/596 a.C., e il suo undicesimo anno, l'anno in cui cadde Gerusalemme, sarebbe 587/586 a.C.  Poiché gli anni del regno di Giuda erano contati da Tishri in autunno, ciò porrebbe la fine del suo regno e la conquista di Gerusalemme nell'estate del 586 a.C.

### 587 a.C.
La Cronaca di Nabucodonosor II (BM 21946), pubblicata nel 1956, indica che Nabucodonosor conquistò Gerusalemme per la prima volta ponendo fine al regno di Ioiachin, il 2 Adar (16 marzo) 597 a.C., nel settimo anno di Nebuchadnezzar. Geremia dà i relativi periodi per la fine dei due assedi come settimo e undicesimo anno, rispettivamente, di Nebuchadnezzar. (Gli stessi eventi sono descritti al verso biblico Re 2, 24:12 HE e Re 2, 25:8, HE come se si fossero verificati negli anni ottavo e diciannovesimo di Nebuchadnezzar, compreso il suo anno di accesso). L'identificazione del diciottesimo anno di Nebuchadnezzar per la fine dell'assedio pone l'evento nell'estate del 587 a.C., il che è coerente tutte e tre fonti bibliche rilevanti—Geremia, Ezechiele e 2 Re

## Evidenza archeologica
L'evidenza archeologica sostiene la narrazione biblica che Gerusalemme fu distrutta nel 587 o 586 a.C. Ricerche archeologiche hanno mostrato che i Babilonesi distrussero sistematicamente la città con il fuoco e che le mura della città collassarono.
I resti di tre strutture residenziali scavati nella Città di David (La Stanza bruciata, la casa di Ahiel e quella di Bullae) contengono fasci di legno bruciati da un incendio che fu apposto dai Babilonesi nel 586 a.C. Ceneri e legno bruciato furono scoperti anche in numerose strutture nel Givati Parking Lot, che furono attribuite dagli archeologi alla distruzione della città nel 586 a.C.  Punte di freccia trilobate giuntate con bronzo, associate alla distruzione di città nella patria Assira dai Babilonesi e dai Medi, così come appare nel Levante meridionale negli strati bruciati associati alla seconda distruzione della città da parte di Nabucodonosor II. Campioni di suolo e frammenti di pavimento di gesso recuperati da una delle strutture indicano che esso fu esposto a temperature di almeno 600 °C.  Numerose giare di vino furono trovate contanti resti di vaniglia, indicanti che le spezie erano usate dalla élite di Gerusalemme prima della distruzione della città.
Indagini archeologiche e ispezioni hanno anche rivelato che, a proposito del periodo in cui i babilonesi assediarono Gerusalemme, anche la maggior parte delle città circostanti e quelle lungo i confini occidentali del regno furono completamente distrutte. Comunque, non è chiaro se le schiere delle comunità all'intorno a est e sud del regno furono anch'esse distrutte in quel periodo o se si sia trattato di un processo continuo che si verificava dopo il collasso delle strutture amministrative del regno e della perdita della sua forza militare. La regione della Tribù di Beniamino, sita nella zona settentrionale del Paese delle colline della Giudea, fu in gran parte risparmiata dall'invasione, divenendo il centro della provincia babilonese Yehud, con Mizpah quale suo centro amministrativo.